# Авсієвич Катерина Миколаївна
Катерина Миколаївна Авсієвич (1910, тепер Смоленська область, Російської Федерації — ?) — радянська діячка, ланкова колгоспу «Майское утро» (імені Леніна) Можайського району Московської області. Депутат Верховної Ради СРСР 4—5-го скликань.

## Життєпис
Народилася в селянській родині. Закінчила початкову сільську школу. З дитячих років працювала в господарстві батьків.
У 1932—1938 роках — колгоспниця колгоспу «Победа» Руднянського району Смоленської області.
У 1938—1944 роках — колгоспниця, з 1944 року — ланкова колгоспу «Майское утро» (потім — імені Леніна) Можайського району Московської області.
Член КПРС з 1955 року.
Подальша доля невідома.

## Нагороди
- медаль «За доблесну працю у Великій Вітчизняній війні 1941—1945 рр.» (1945)
- медалі